# Smučarske skakalnice Salpausselkä
Skakalnice Salpausselkä je prizorišče smučarskih skokov v Lahtiju na Finskem. Je del večjega športnega kompleksa, ki vključuje tudi smučarski muzej Lahti. Hribi so K116, K90, K64, K38, K25, K15, K8 in K6. Ime so dobile po grebenu Salpausselkä, na katerem so bile zgrajeni.
Tam vsako leto potekajo smučarske igre v Lahtiju, med letoma 1997 in 2010 pa je s prekinitvami potekala otvoritvena skakalnica nordijskega turnirja.
Na svetovnem prvenstvu v nordijskem smučanju 2017 so bile skakalne tekme na skakalnici Salpausselkä že sedmič po letih 1926, 1938, 1958, 1978, 1989 in 2001.

## Zgodovina
Smučarske igre v Lahtiju so prvič potekale leta 1923. Poleg smučarskih skokov so potekala in še potekajo tekmovanja v smučarskem teku in nordijski kombinaciji. Leta 1926 je bilo v Lahtiju prvič organizirano svetovno prvenstvo v nordijskem smučanju, s čimer je južnofinsko mesto postalo mednarodno središče zimskih športov. Takrat je za zmagovalni skok na navadnem hribu zadoščala daljava 38,5 metra.
Leta 1938 so skakalnice in smučarski stadion obnovili za drugo svetovno prvenstvo v nordijskem smučanju v Lahtiju in na njih prvič tekmovalno skakali pred okoli 100.000 gledalci. Tudi v vojnih letih so potekala tekmovanja v smučarskih skokih, predvsem državna prvenstva, na katera so številni skakalci prihajali neposredno s fronte.
Leta 1957 so bile skakalnice ponovno temeljito prenovljene, leta 1958 pa je v Lahtiju ponovno potekalo nordijsko svetovno prvenstvo. Skok na navadnem hribu je zmagal domači junak Juhani Kärkinen.
Leta 1971 je bila zgrajena nova stavba na njeni sedanji lokaciji; Leta 1978 je v Lahtiju potekalo četrto svetovno prvenstvo v nordijskem smučanju.
Leta 1985 so bile skakalnice končno zgrajene v sedanji obliki, in sicer HS 130, HS 97 in HS 70. Vse tri skakalnice so pokrite s podlogami. Od takrat so se vedno znova izvajale manjše prilagoditve profila, da so bile skakalnice na tekočem z najnovejšo tehnologijo.
Leta 2001 je v Lahtiju že šestič potekalo svetovno prvenstvo v nordijskem smučanju, kar je bilo rekordno. Lahti se je ponovno prijavil za gostitelja svetovnega prvenstva v nordijskem smučanju leta 2017 in dobil pogodbo za to svetovno prvenstvo leta 2012.

## HS 130 (velika skakalnica)
Od ustanovitve svetovnega pokala v sezoni 1979/80 je velika skakalnica Salpausselkä redno uvrščena na koledar. Otvoritveno tekmovanje nordijskega turnirja je tu potekalo osemkrat med letoma 1997 in 2010. Tehnični podatki o skakalnici:
zalet = 38,6°

dolžina zaleta = 89,9 m

začetna hitrost = 93,0 km/h

višina mize = 3,41 m

dolžina mize = 6,45 m

kot mize = 10,5°

naklon doskočišča = 34,7°

višina skakalnice = 130 m

k točka = 116 m

žirija široka = 130 m

Rekord skakalnice
- Moški: 138,0 m – Johann André Forfang, 4. marec 2017 (WM)
- Ženske: 135,5 m – Nika Prevc, 20. marec 2025 (svetovni pokal)

## HS 100 (običajna skakalnica)
Običajna skakalnica ima še veljaven FIS certifikat. Občasno tam potekajo tudi mednarodna tekmovanja. Med drugim so bila tekmovanja svetovnega pokala v letih 2009, 2012 in 2016 prestavljena z velike na navadno skakalnico; V letu 2009 je tako kot v letih 1999 in 2000 na tej skakalnici potekalo uvodno tekmovanje za nordijski turnir. Tehnični podatki so:
zalet = 37,5°

dolžina zaleta = 83,25 m

začetna hitrost = 88,2 km/h

višina mize = 3,4 m

dolžina mize = 6,1 m

kot mize = 10,8°

naklon doskočišča = 33,0°

višina skakalnice = 100 m

k točka = 90 m

žirija široka = 100 m

Rekord skakalnice
- Moški: 103,5 m – Kamil Stoch, 24. februar 2017 (kvalifikacije za svetovni pokal)
- Ženske: 99,5 m – Sara Takanaši, 19. februar 2016 (svetovni pokal) in Maren Lundby, 24. februar 2017 (svetovni pokal)

## Več skakalnic
Poleg zgoraj omenjenih skakalnic so v okolici še naslednje skakalnice: K64, K38, K25, K15, K8, K6. Celoten objekt služi kot glavni vadbeni center za finske smučarske skoke.